# Donja Voća
Donja Voća je općina u Hrvatskoj, u Varaždinskoj županiji.

## Zemljopis
Veći dio teritorija općine nalazi se u podnožju Ravne gore na sjeveru Hrvatskog zagorja.

## Stanovništvo
Prema popisu stanovništva iz 2011. godine, Donja Voća ima 2443 stanovnika.
| broj stanovnika | 2951  | 2989  | 3246  | 3794  | 4065  | 4630  | 5057  | 5183  | 5746  | 5686  | 5132  | 4475  | 3734  | 3091  | 2844  | 2443  | 2030  |
|                 | 1857. | 1869. | 1880. | 1890. | 1900. | 1910. | 1921. | 1931. | 1948. | 1953. | 1961. | 1971. | 1981. | 1991. | 2001. | 2011. | 2021. |

| broj stanovnika | 770   | 869   | 934   | 1118  | 1218  | 1358  | 1405  | 1484  | 1879  | 1902  | 1730  | 1544  | 1420  | 1231  | 1148  | 1059  | 958   |
|                 | 1857. | 1869. | 1880. | 1890. | 1900. | 1910. | 1921. | 1931. | 1948. | 1953. | 1961. | 1971. | 1981. | 1991. | 2001. | 2011. | 2021. |

## Povijest

### Srednji vijek
Voća se spominje u prvom cjelovitom popisu župa zagrebačke biskupije davne 1334. godine, kao Parochia antiqua (u prijevodu - od pamtivijeka), odnosno, Ecclesia S. Martini apud Woycha. U vrijeme Osmalijskih napadaja na krajeve u varaždinskoj okolici, župa biva utrnuta, a njome upravlja župnik iz Vinice. Kasnije župnik Marko Medvedec kao moguće razloge ukinuća župe navodi: ruševnost crkve, nedostatak svećenika, pomor ljudi zbog nekih od epidemija, slabo materijalno stanje župnika i župljana itd. Ipak, čini se da je izostavio glavni razlog - turska pustošenja po varaždinskom kraju i odvođenje ljudi u ropstvo: 1472., 1477., 1483., 1530. i 1552. godine. 

### Novi vijek
Redoviti vjerski život vraća se u Voću 1651. godine. Prema zapisima iz 1808. godine, prilikom kanonske vizitacije arhiđakona Stjepana Šoštareca, navodi se da je, 13. ožujka 1651. godine, ugovorom o obvezama i pravima župnika i župljana između župske zajednice Voća (Communitatem Vochensem) i varaždinskog arhiđakona Ivana Baršića (Ioannes Barsich), ponovno uspostavljena bivša župa Voća. Župne Matice u Voći vode se od 1681. godine.
Voćanska župna crkva posvećena je 4. srpnja 1756. godine. Sagrađena još nekoliko desetaka godina prije posvećenja, i to u nekoliko navrata. Najprije je izgrađeno svetište, ali zbog premalenog prostora tadašnji župnik Petar Jambrehović 1671. godine odlučio ju je produljiti i proširiti. Drugi župnik Martin Poljak odlučio se na dogradnju dviju kapelica koje su se gradile u razdoblju od 1736. do 1741. godine i crkva tada dobiva oblik grčkoga križa. Prvo se gradila kapela Blažene Djevice Marije, za koju je kip nabavljen u poznatome svetištu Zell u Austriji, a oslikao ju je poznati fresko-slikar Ivan Krstitelj Ranger. Svod kapele prikazuje Marijino uznesenje na nebo, dok bočni medaljoni prizore iz Marijina života. Posebno zanimljiva i nadaleko poznata je slika na luku kapele koja prikazuje dvije žene koja jedna drugoj pružaju ruku, dok drugom drže štitove Hrvatske i Štajerske. Svetište su oslikali lepoglavski Pavlini iz tzv. Rangerove škole i to po skicama samoga Rangera iz 1749. godine. Zadnji dio crkve od propovjedaonice, u drugoj polovici 18. stoljeća, oslikao je također poznati slikar Anton Dovečer. Kolatori (dobrotvori) župe i župne crkve od starine bili su grofovi Draškovići, a kasnije kolator postaje grof Josip Bombelles, kao vlastelin dvora Zelendvor-Opeka.

## Poznate osobe
Najpoznatija osoba u Donjoj Voći bio je slikar naivac Slavko Stolnik.

## Spomenici i znamenitosti
- crkva sv. Martina biskupa
- kapela sv. Tome i Izidora
- kapela sv. Ivana Krstitelja
- špilja Vindija

## Vanjske poveznice
- Službene stranice općine Voća